# Takydromus haughtonianus
Espèce
Synonymes
- Tachydromus haughtonianus Jerdon, 1870

Takydromus haughtonianus est une espèce de sauriens de la famille des Lacertidae.

## Répartition
Cette espèce est endémique d'Assam en Inde.

## Étymologie
Cette espèce est nommée en l'honneur de Henry Lawrence Haughton (1883–1955)

## Publication originale
- Jerdon, 1870 : Notes on Indian Herpetology. Proceedings of the Asiatic Society of Bengal, vol. 1870, p. 66-85 (texte intégral).